# Grönland himnusza
A "Nunarput utoqqarsuanngoravit" (Ősi földed) a dán fennhatóság alatt álló Grönland nemzeti himnusza. Dalszövegét Henrik Lund, zenéjét Jonathan Petersen szerezte, 1916 óta használják. 1979-ben azonban az önkormányzattal rendelkező Kalaallitok által használt "Nuna asiilasooq"-ot is hivatalosan elismerte a kormány.

## Grönlandi nyelven
Nunarput, utoqqarsuanngoravit niaqqut ulissimavoq qiinik.
Qitornatit kissumiaannarpatit tunillugit sineriavit piinik.
Akullequtaasut merlertutut ilinni perortugut tamaani
kalaallinik imminik taajumavugut niaqquit ataqqinartup saani.
Atortillugillu tamaasa pisit ingerlaniarusuleqaagut
nutarterlugillu noqitsigisatit siumut, siumut piumaqaagut.
Inersimalersut ingerlanerat tungaalitsiterusuleqaarput,
oqaatsit "aviisit" qanoq kingunerat atussasoq erinigileqaarput.
Taqilluni naami atunngiveqaaq, kalaallit siumut makigitsi.
Inuttut inuuneq pigiuminaqaaq, saperasi isumaqaleritsi.

## Dán nyelven
Vort ældgamle land under isblinkens bavn
med lysende snehår om dit hoved!
Du trofaste moder, som bar os i din favn,
mens dine kysters havvildt os du loved.
Som umodne børn er vi groet af din jord
og trygt vokset op blandt dine fjelde,
Vort navn er Kalaallit, i sagnets dybe spor
ærværdigt for dit hvide åsyns ælde.
Og alt mens din rigdom blev brugt til vor gavn
vi længtes mod verdens nye former.
Forløst fra de snærende bånd i hjemmets stavn
nu fremad, frem mod fjerne mål vi stormer
I voksne nationer, stræk ud jeres hånd!
Jert spor vi nu længes snart at følge.
En verden af bøger skal mane frem den ånd,
som bær os op på nykulturens bølge.
Umuligt nu længer at blive i ro -
Kalaallit stand op! Det ny imøde!
Som fribårne menneske herefter vil vi gro;
begynd at tro på evnens morgenrøde!

### Külső hivatkozások
- Hanganyag
- Szöveggel